# Histoire du corpus aristotélicien
 (juin 2013).
Si vous disposez d'ouvrages ou d'articles de référence ou si vous connaissez des sites web de qualité traitant du thème abordé ici, merci de compléter l'article en donnant les références utiles à sa vérifiabilité et en les liant à la section « Notes et références ».
L'histoire du corpus aristotélicien a pour objet l'étude des textes d'Aristote depuis l'Antiquité.
Certains doutes furent émis quant à l'authenticité de la Métaphysique. Pour certains ce n'est pas Aristote qui aurait rédigé cet ouvrage. Selon les recherches actuelles, il semble plutôt que ce soit un assemblage postérieur de traités différents d'Aristote. 

## Histoire de l'œuvre d'Aristote en général
Tous les documents relatifs à ces questions ont disparu ; Adraste d'Aphrodisie avait ainsi rédigé un Peri tes taxos tov Aristotelous sungrammatov et Andronicos de Rhodes un ouvrage sur Aristote et ses œuvres, ouvrages connus de Plutarque et d'Aulu-Gelle (Nuits Attiques, XX, 5). Les témoignages les plus étendus ont accrédité la thèse d'un oubli relatif des œuvres ou de certaines des œuvres d'Aristote.

### Antiquité
Selon Strabon (XIII, 608):
« À Scepsis naquirent Coriscos et son fils Nélée ; disciple d'Aristote et de Théophraste, Nélée hérita de la bibliothèque de Théophraste, dont celle d'Aristote faisait partie ; car Aristote (le premier, que je sache, qui ait rassemblé des livres, et enseigné aux rois d'Égypte à mettre en ordre une bibliothèque) avait laissé en mourant à Théophraste sa bibliothèque et son école. Théophraste laissa donc les livres à Nélée. Celui-ci les ayant portés à Scepsis les transmit à ses héritiers, gens ignorants, qui les tinrent enfermés et entassés en désordre. Lorsqu'ils vinrent à savoir quelle ardeur mettaient les Attales auxquels leur ville obéissait, à assembler des livres pour la bibliothèque de Pergame, ils cachèrent les leurs sous terre, dans une cave, où ils furent gâtés par l'humidité et par les vers. Longtemps après, leurs descendants vendirent, pour un haut prix, à Apellicon de Téos les livres d'Aristote et de Théophraste. Or, cet Apellicon était plus bibliophile que philosophe. Voulant donc restituer ce qui avait été rongé, il transcrivit les livres, en en comblant maladroitement les lacunes, et les publia remplis de fautes. Ainsi les anciens péripatéticiens, les successeurs de Théophraste, n'ayant point ces livres, à l'exception d'un petit nombre, et encore d'exotériques pour la plupart, ne pouvaient philosopher sérieusement, et durent se borner à des amplifications sur un thème donné. Ceux qui vinrent ensuite, lorsque ces livres eurent paru, firent mieux dans la philosophie et l'aristotélisme ; mais ils furent souvent forcés de parler par conjecture, à cause de la multitude des fautes. Rome y ajouta beaucoup : car, aussitôt après la mort d'Apellicon, Sylla prit sa bibliothèque en prenant Athènes, et la transporta à Rome. Là elle passa par les mains du grammairien Tyrannion qui aimait fort Aristote et qui avait gagné le bibliothécaire ; et les libraires se servirent souvent de copies fautives qu'ils ne collationnaient pas, ce qui arrive encore tous les jours pour les autres livres qu'on met en vente, soit à Rome, soit à Alexandrie. »
Selon Plutarque (Vie de Sylla, 26) : 
« Sylla prit pour lui la bibliothèque d'Apellicon de Téos, où se trouvaient la plupart des livres d'Aristote et de Théophraste encore mal connus du public. On dit que lorsqu'on l'eut transportée à Rome, le grammairien Tyrannion en obtint la plus grande partie ; qu'Andronicus de Rhodes en acquit de lui des copies qu'il publia et écrivit les tables qui circulent aujourd'hui. Les anciens péripatéticiens paraissent avoir été des hommes doctes et lettrés, mais n'avoir connu encore d'une manière imparfaite, qu'un petit nombre des livres d'Aristote et de Théophraste parce que l'héritage de Nélée de Scepsis à qui Théophraste avait laissé ses livres, était tombé entre les mains de gens insouciants et ignorants. »
Ce dernier texte est recopié par Dion Cassius et dans la Souda.
Selon une autre tradition (Athénée, Banquet des sophistes) :
« Nélée hérita des livres d'Aristote (et de Théophraste) ; Ptolémée Philadelphe les lui acheta tous  et les transporta avec ceux qui venaient d'Athènes et de Rhodes dans Alexandrie. »
Démétrios de Phalère fut à la tête de la bibliothèque d'Alexandrie sous les deux premiers Ptolémée ; il était l'ami de Théophraste qu'il invite à la cour. Il est donc possible que ce dernier fournit à Démétrios des copies des œuvres d'Aristote, d'autant que Philadelphe cherchait en priorité ses ouvrages. Un commentateur d'Aristote David (Sur les catégories) indique en outre que Ptolémée Philadelphe composa une biographie du philosophe contenant un catalogue de ses œuvres et il en aurait compté plusieurs milliers. Ce nombre énorme s'explique par les falsifications qui furent suscitées par la générosité de Ptolémée (de nombreux témoignages confirment ce point : Ammonius, David, Galien, etc.). Il arrivait ainsi de partout des livres dont on prétendait qu'ils étaient d'Aristote ; la bibliothèque d'Alexandrie compta ainsi une quarantaine d'Analytiques...
Mais dans ce cas, il faut admettre que l'héritage de Nélée ne fut pas une référence, puisque, dans le cas contraire, ces falsifications n'auraient pas été retenues. Il faut encore ajouter que les disciples d'Aristote écrivirent sur les mêmes sujets que leur maître : Eudème écrivit ainsi une Physique, et nous savons par une lettre de Théophraste qu'il possédait la Physique d'Aristote.
Tout nous laisse en fin de compte supposer une grande diffusion des œuvres d'Aristote : l'académicien Xénocrate et l'épicurien Hermarque(auteur d'un Contre Aristote) écrivirent contre lui ; les stoïciens lui empruntèrent, en le critiquant, des éléments de logique, de morale et de physique. Toutes les écoles de philosophie, à toutes les époques, connaissent Aristote. En revanche, entre le temps d'Eudème et de Théophraste jusqu'au siècle d'Auguste, nous ne connaissons aucune référence à la Métaphysique. Mais il reste que l'hypothèse répandue d'un oubli des œuvres d'Aristote est extrêmement exagérée.

### Apellicon de Téos et Andronicos de Rhodes
Strabon et Plutarque attribuent à Andronicos de Rhodes certaines publications des textes d'Aristote ; pourtant Cicéron, qui parle plusieurs fois de ce dernier et d'Apellicon, n'évoque jamais la redécouverte des œuvres d'Aristote. Cette idée d'une redécouverte est en fait extrêmement douteuse.
Apellicon, passionné de manuscrits autographes péripatéticiens, acheta à Scepsis des ouvrages d'Aristote qu'il transcrivit entièrement. Mais les vers et l'humidité avaient détruit de nombreux passages et il combla lui-même les lacunes. Étant donné l'étendue de ce travail, il est probable qu'il ne posséda qu'une partie du corpus. Son édition fut jugée extrêmement fautive par Strabon (cf. texte donné plus haut) :
« Cet Apellicon était plus bibliophile que philosophe. Voulant donc restituer ce qui avait été rongé, il transcrivit les livres, en en comblant maladroitement les lacunes, et les publia remplis de fautes. »
Il est donc peu vraisemblable qu'Apellicon travailla avec d'autres manuscrits. 
En ce qui concerne Andronicos de Rhodes, il ne semble pas avoir donné une véritable édition d'Aristote ; son texte paraît en effet avoir été aussi fautif que celui d'Apellicon. Selon Plutarque, il publia les copies qu'il avait acquises auprès de Tyrranion, et il composa des tables et des index (Vie de Sylla, c. XXVI). Et nous avons le témoignage de Porphyre de Tyr qui déclare avoir imité
« Apollodore, qui divisa en dix sections les comédies d'Épicharme, et Andronicos le péripatéticien, qui classa par ordre de matière des livres d'Aristote et de Théophraste, en réunissant en un tout les traités partiels sur un même sujet. » (Vie de Plotin, XXIV).
Andronicos dressa le catalogue des œuvres d'Aristote, et il écrivit une vie du philosophe, ainsi que de Théophraste, et traita de l'ordre et de l'authenticité de leurs œuvres. Dans son ouvrage sur Aristote, on trouvait le testament du philosophe, et la correspondance entre Alexandre et Aristote. Le cinquième livre contenait une table des écrits d'Aristote. Il plaçait la Logique en tête de son catalogue, logique où il plaçait les Catégories juste avant les Topiques ; il tenta aussi de déterminer la composition et l'ordre interne de chaque œuvre particulière. C'est sans doute lui qui réunit les trois derniers livres de la Physique aux cinq premiers. Il signala l'existence de deux textes des Catégories, et considérait comme apocryphe l'appendice de ce texte, ainsi que le De l'interprétation. Le jugement d'Andronicos sur ce dernier ouvrage indique qu'il n'avait en réalité pas de critère sûr pour établir l'authenticité des textes ; en effet, son argument s'appuie uniquement sur une citation jugée par lui inexacte du Traité de l'Âme.
L'ordre du corpus établi par Andronicos est encore celui qui est suivi à peu près jusqu'à nos jours, mais il existe des différences qui tiennent vraisemblablement à une division latine (peut-être constituée entre le IVe et le VIe siècle apr. J.-C., de Victorinus à Boèce).

### Moyen Âge
Au XIIe siècle, les ouvrages d'Aristote ont commencé à être traduits en latin dans plusieurs centres de traduction.

### Époque moderne
À l'époque moderne, les questions sur le corpus aristotélicien commencèrent à la Renaissance avec Pic de la Mirandole, qui mit en doute l'authenticité de la Métaphysique (Examinatio vanitatis doctrinae gentis, IV, 5). La discussion se poursuivit entre Nizzoli et Majoraggio, mais le premier qui réunit les textes fut Patrizzi, qui tenta d'établir des règles critiques et pensait que la Métaphysique était apocryphe (Discussiones peripateticae, 1583).
En 1717, un texte anonyme (dans Les Aménités de la critiques, ou Discussions et Remarques nouvelles sur divers points de l'antiquité ecclésiastique et profane ; l'auteur est en fait Jean Liron) mettait en doute les récits de Plutarque et de Strabon sur l'histoire des manuscrits d'Aristote.
Les travaux se poursuivirent en Allemagne, avec Brandis, Bekker, Bonitz, et en France, avec Ravaisson.